# مارغريت موريل
مارغريت موريل (بالفرنسية: Margaret Morel)‏ هي عدائة المسافات المتوسطة سيشلية، ولدت في 19 فبراير 1958. شاركت في سباق 800 متر سيدات في دورة الألعاب الأولمبية الصيفية 1980. كانت أول امرأة تمثل سيشيل في الألعاب الأولمبية.

## وصلات خارجية
- مارغريت موريل على موقع اللجنة الأولمبية الدولية (الإنجليزية)
- مارغريت موريل على موقع أوليمبيديا (الإنجليزية)